# Liste der Biografien/Konw
Liste der Biografien |
Portal Biografien |
Personensuche
# |
A |
B |
C |
D |
E |
F |
G |
H |
I |
J |
K |
L |
M |
N |
O |
P |
Q |
R |
S |
T |
U |
V |
W |
X |
Y |
Z |
?
 
Ka |
Kb |
Kc |
Kd |
Ke |
Kf |
Kg |
Kh |
Ki |
Kj |
Kl |
Km |
Kn |
Ko |
Kp |
Kr |
Ks |
Kt |
Ku |
Kv |
Kw |
Ky |
Kx |
Kz
 
Koa |
Kob |
Koc |
Kod |
Koe |
Kof |
Kog |
Koh |
Koi |
Koj |
Kok |
Kol |
Kom |
Kon |
Koo |
Kop |
Kor |
Kos |
Kot |
Kou |
Kov |
Kow |
Kox |
Koy |
Koz
 
Kona |
Konc |
Kond |
Kone |
Konf |
Kong |
Konh |
Koni |
Konj |
Konk |
Konl |
Konm |
Konn |
Kono |
Konp |
Konr |
Kons |
Kont |
Konu |
Konv |
Konw |
Kony |
Konz
Die Liste der Biografien führt alle Personen auf, die in der deutschsprachigen Wikipedia einen Artikel haben. Dieses ist eine Teilliste mit 7 Einträgen von Personen, deren Namen mit den Buchstaben „Konw“ beginnt.

## Konw

### Konwa
- Konwa, Marek (* 1990), polnischer Cyclocross- und Mountainbikefahrer

### Konwi
- Konwiarz, Dorothea (1932–1999), deutsche Künstlerin, Bühnenbildnerin und Stifterin
- Konwiarz, Hans (1919–2018), deutscher Architekt
- Konwiarz, Richard (1883–1960), deutscher Architekt und Baubeamter
- Konwicki, Tadeusz (1926–2015), polnischer Schriftsteller
- Konwitschny, Franz (1901–1962), deutscher Dirigent und GewandhauskapellmeisterFranz Konwitschny (1901–1962)

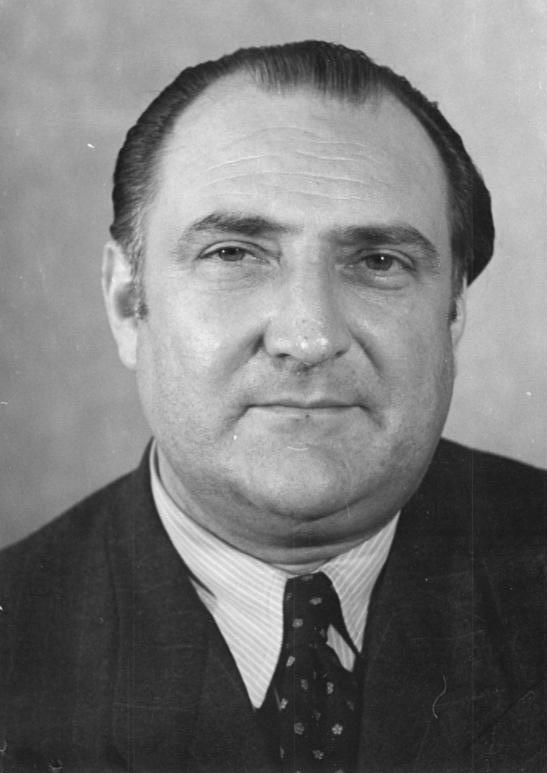
Franz Konwitschny (1901–1962)

- Konwitschny, Peter (* 1945), deutscher Opernregisseur